# 열대림
열대림(熱帶林, 영어: tropical forest)은 열대 기후의 산림형 생태지역을 말한다. 대략 북회귀선과 남회귀선 사이의 열대 지방에 둘러싸인 육지 지역이라면 열대림의 모습을 띄게 되지만, 탁월풍 등의 다른 요소에 영향을 받을 수도 있다.

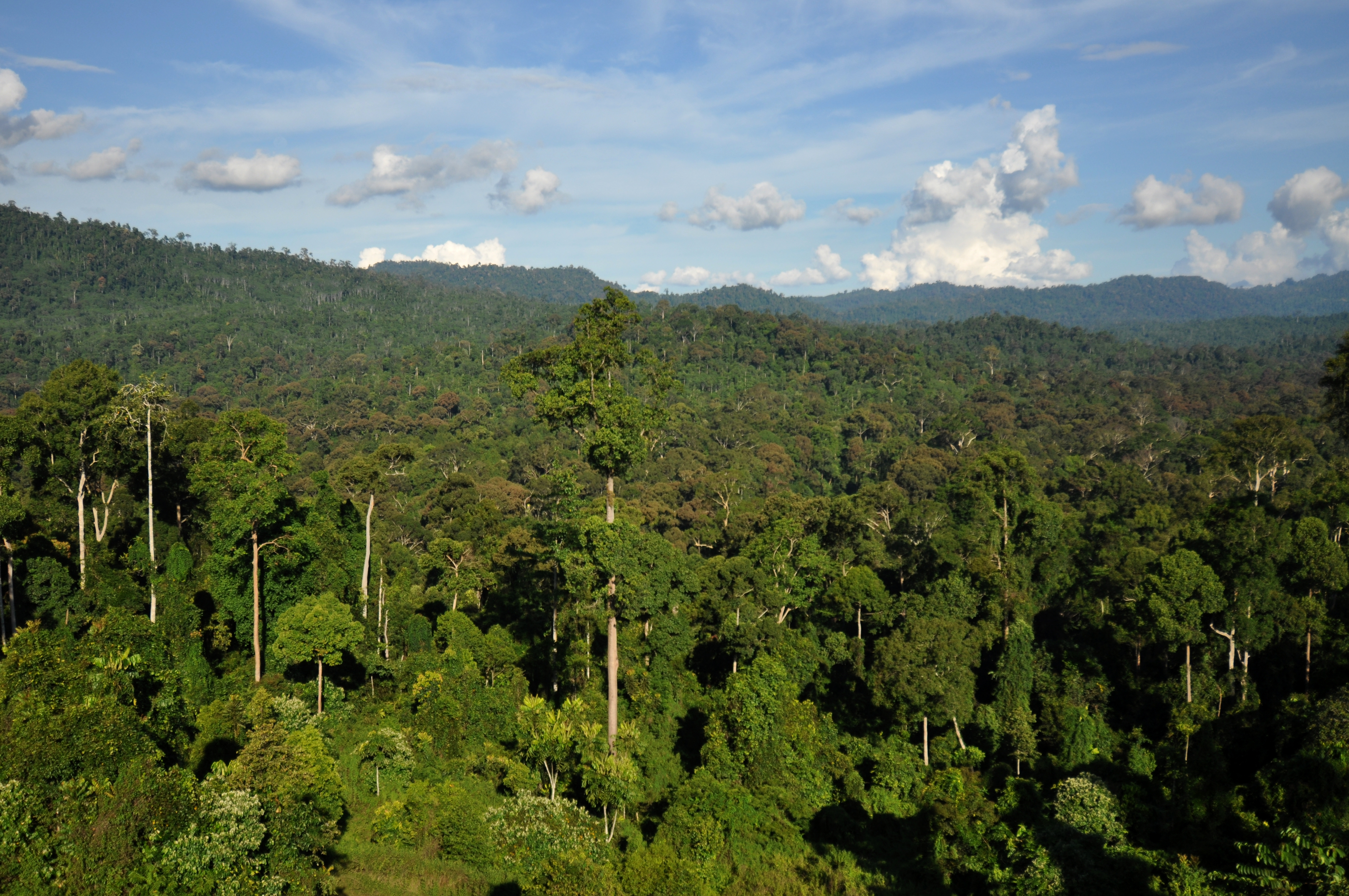
동남아시아 보르네오섬의 열대림

전 지구에서 열대림이 차지하는 면적은 광대하여 삼림지대의 절반 가량을 차지하는 것으로 알려져 있다. 실제로 전세계 삼림지대에서 가장 큰 비중을 차지하는 기후는 열대기후로 약 45%에 달하며, 그 다음으로 한대 기후, 온대 기후, 아열대 기후가 뒤따른다.
같은 열대기후라도 무엇이 열대림인지 쉽게 분류하기란 어려운 편인데, 온대 지역의 삼림지대는 임관층의 밀도를 기준으로 쉽게 분류할 수 있지만 열대림에서는 잘 통하지 않기 때문이다. 열대 지방이나 그밖의 지방에서 숲의 정의가 무엇인지에 관한 일정한 기준도 존재하지 않는다. 이러한 사정 때문에 열대림의 범위에 관한 통계는 출처마다 다르다.
오늘날 열대림의 파괴는 심각한 환경 문제로 떠오르고 있다. 2018년에는 총면적 36000km²가 넘는 원시 열대림이 파괴된 것으로 집계되었다.

## 역사
최초의 열대우림은 지금으로부터 약 4억년 전에 해당되는 데본기에 출현하였으며, 주로 세우도스포로크날레안류 (Pesudosporochnalean)와 아르카이오프테리달레안류 (Archaeopteridalean)의 식물이 자랐다. 약 4천만 년 전에 해당되는 고생대에 이르러서는 건조하고 시원한 기후가 등장하면서 임관층을 형성하는 숲이 적도 남북지대로 확대되었다.
이후 학계에서는 1949년에 이르러 열대림을 특정유형의 생물군계로 인정하게 되었다.

## 유형
열대림은 상록수림과 습윤림으로 이루어져 있다고 여겨질 때가 많지만, 열대림의 정의에 따라 유형도 달라질 수 있기에 일부에 불과하다. 유칼립투스 개활림, 열대 구과수림, 사바나 산림 (사헬 산림), 산지산림 (더 높은 고도일 경우 운무림)도 열대림의 한 유형으로 볼 수 있다. 이들 생물군계 사이의 경계는 거리가 비교적 좁더라도 불분명할 수 있으며 이행대 (移行帶, ecotone)가 형성되기도 한다.
특정 지역의 열대림은 특성을 좌우하는 요인이 여러 가지가 있는데, 그 중에서도 대표적인 것은 다음과 같다.
- 지리적 요인 : 위치 및 기후대 (하위 유형 참조)
  - 기온 환경 - 적도 열대우림에서는 상대적으로 고른 온도차를 보이고, 아열대로 갈수록 최저온도가 낮아진다.
  - 강수량과 계절성 - 건기의 식생 영향 (예: 덩굴식물의 우세한 정도)[9]
  - 해발고도 - 같은 열대림이라도 고유성 높은 '생태섬'을 형성하는 요인으로 작용한다 (예: 보르네오섬 키나발루산의 열대우림)[10]
- 시간적 요인: 삼림의 선사 시대 환경과 최근의 삼림 교란 수준, 일차림 (최고수준의 생물다양성)을 이차림으로 변화한 정도, 장기간의 화전농업으로 인한 대나무숲으로의 퇴화 여부 (예: 인도차이나반도 열대림)[11]
- 토양적 특성: 토양분류를 중심으로 토양의 깊이와 배수성도 포함된다.[12]

여러 기준에 따른 열대림의 분포도
열대우림 생태구역의 분류 (FAO)
UN FO FRA2000 보고서의 열대림지 분포도
열대 기후 하위 유형 (쾨펜 분류법)  Af: 열대우림 기후  Am: 열대몬순기후  Aw: 열대 사바나 기후

### 글로벌 200의 기준
세계자연기금 (WWF)이 추진하는 '글로벌 200' (Global 200) 계획에서는 열대, 아열대 지역에 분포하는 열대림 서식지의 유형 (생물군)을 세가지로 분류하고 있다.
- 열대 아열대 구과수림
- 열대 아열대 건조활엽수림
- 열대 아열대 습윤활엽수림

이 기준에 따른 열대와 아열대 지역 산림지대의 범위는 다음과 같다.

구과수림 지역
건조활엽수림 지역
습윤활엽수림 지역

## 환경 파괴

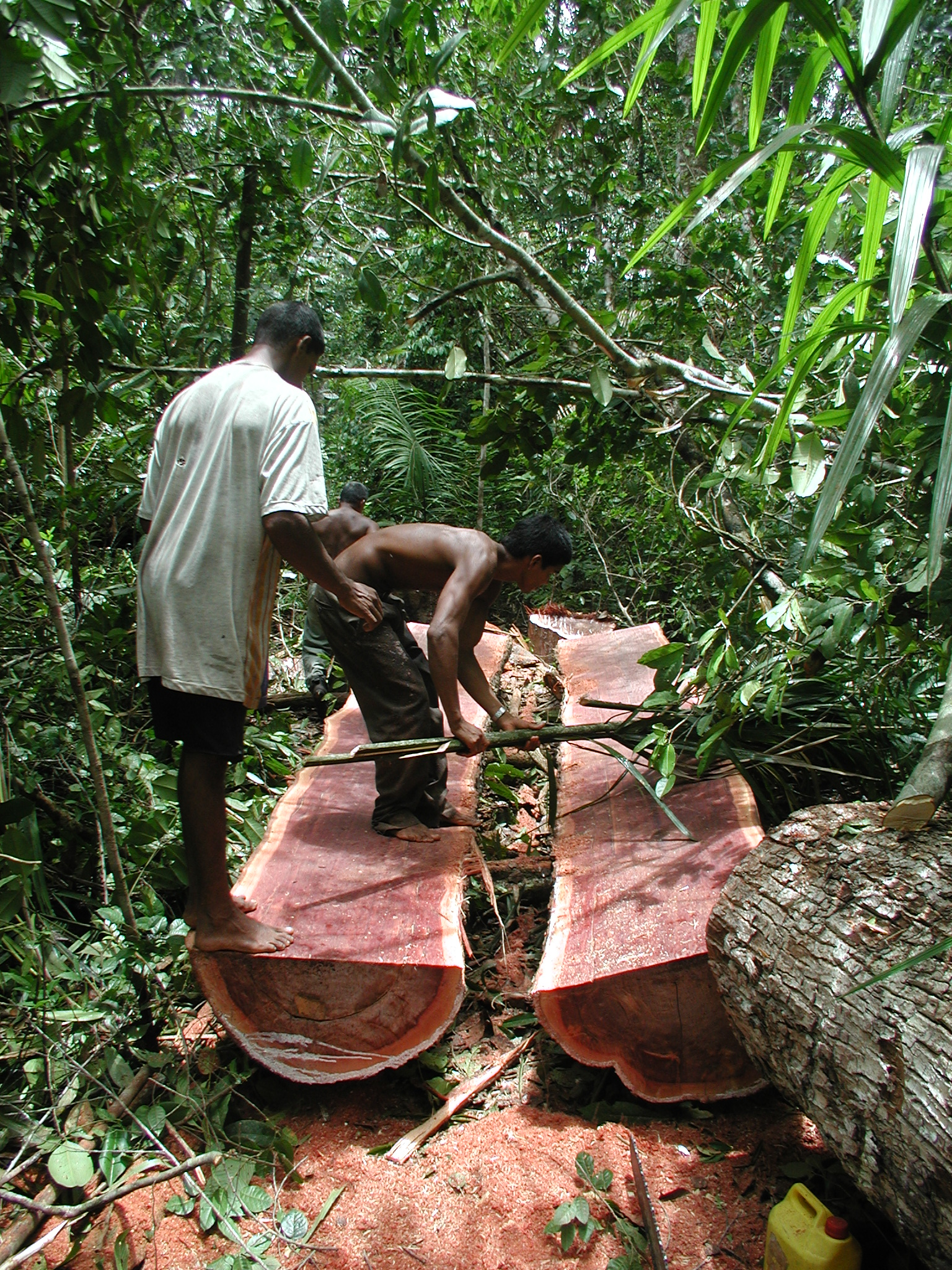
가이아나 버비스강 인근에서 채벌되고 있는 마사란두바나무

국제자연보전연맹 (IUCN)은 고생물다양성 야생지역 (High-Biodiversity Wilderness Area)를 지정하여 열대림과 고유 생태계의 보존 노력을 실시하고 있으나, 오늘날 열대림은 서식지 훼손과 파괴, 인간에 의한 기후변화 등 보다 국지적인 압박을 비롯, 광범위한 교란 상태에 놓여 있다.
학계에 따르면 현재진행형인 기후변화로 일부 극한적인 기후 현상 (가뭄, 폭염, 열대저기압)의 빈도와 강도가 증가하고 있으며, 이는 현지 주민의 생태 교란과 결합되어 전세계 열대림 생태계에 전례 없는 부정적 결과를 초래하고 있다. 나아가 교란을 한번도 겪은 적이 없는 열대림은 존재하지 않는다는 주장도 제기되었다.
동남아시아와 태평양, 사하라 이남 아프리카, 북미와 남미 등 생물다양성의 중요지대에서 널리 진행되고 있는 삼림벌채는 소고기, 콩, 커피, 카카오, 팜유, 목재 등의 상품 생산과 수출에 기인한 것으로, "공급망의 투명성 개선과 민관 개입을 통한 강력한 국가 간 노력"이 요구된다. 보르네오섬을 대상으로 한 연구에서는 1973년부터 2018년까지 섬 전체의 원시림 비중이 76%에서 50%로 감소한 것으로 나타났으며, 그 원인은 주로 화재와 농경지대 확장이었다.
이러한 원시림이 제공하는 생태계 서비스에 가치를 두어야 더욱 지속 가능한 정책을 이끌어낼 수 있다는 것이 널리 퍼진 견해다. 그러나 그 과정에서 환경적, 사회적, 경제적 여파에 대한 명확한 모니터링과 평가과정의 수립도 요구된다. 이를테면 베트남을 대상으로 한 연구에서는 열악하고 일관성 없는 데이터 수집에 인적 자원과 정치적 관심 (재정지원)의 부족이 더해져, 산림지 개선과 산림환경서비스 제도에 차질을 일으키고 있다는 결론이 제기되기도 했다.

## 같이 보기
- 열대우림
- 사바나
- 계절성 열대림
- 일차림 (주림)
- 이차림
- 정글